# 호빗 데이

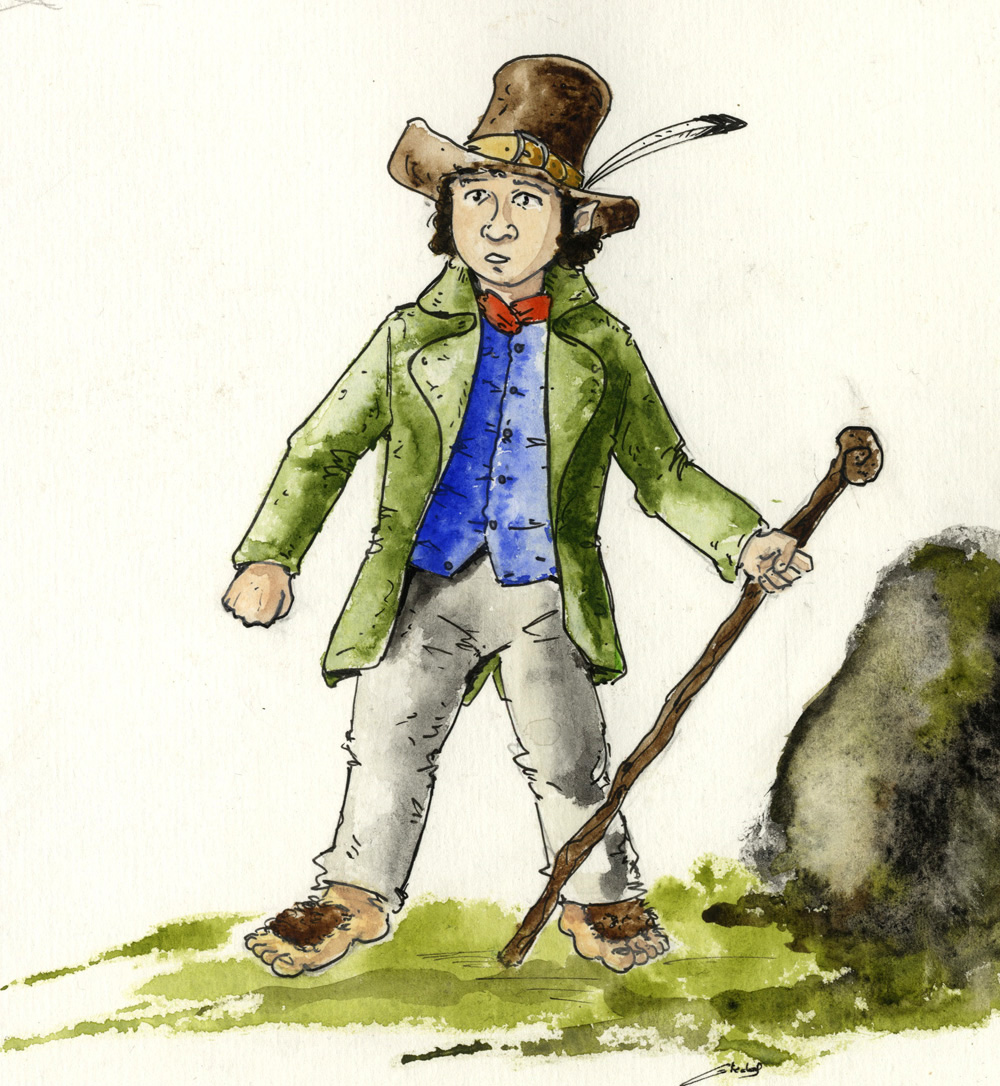
호빗의 묘사

호빗 데이(Hobbit Day)는 J. R. R. 톨킨(J. R. R. Tolkien)의 인기 책인 호빗(1937년 9월 21일 처음 출판)과 반지의 제왕에 등장하는 두 명의 가상 인물인 호빗인 빌보(Bilbo)와 프로도 배긴스(Frodo Baggins)의 생일과 관련하여 9월 22일에 사용된 이름이다. 가상의 설정에 따르면 빌보는 2890년, 프로도는 2968년 제3시대(샤이어 레코닝에서는 각각 1290년과 1368년)에 태어났다.
톨킨 위크(Tolkien Week)는 호빗 데이(Hobbit Day)가 포함된 주이다.

## 관찰
미국 톨킨 협회(American Tolkien Society)는 1978년에 처음으로 호빗의 날과 톨킨 위크를 선포했다. 호빗의 날을 9월 22일로 정의하고, 톨킨 위크를 해당 날짜를 포함하는 주로 정의한다. 협회는 호빗의 날이 지정되기 이전에 지정되었음을 인정한다.
허구의 샤이어 달력과 그레고리력 사이의 불일치로 인해 호빗 데이를 언제 축하해야 하는지에 대한 논쟁이 있다. 실제 생일은 반지의 제왕의 부록에 설명된 대로 그레고리력으로 9월 12일에서 14일 사이가 되기 때문이다.

## 같이 보기
- 톨킨 팬덤